# 國籍標誌
國籍標誌或军用航空器徽章（Military Aircraft Insignia），是一種航空部队專用的標誌，一般會刻畫在軍用航空器的身上以展示其國籍。國籍標誌通常採用和该國國旗一致的配色，或者是由該國國徽改造而成的圓標，也有部分国籍標誌將國家象徵（如澳洲之袋鼠）等融入圖案之內，讓人一望便知。
以下圖案之順序，依照國名的英文字母排列。

## 世界各國的國籍標誌

阿富汗
阿尔巴尼亚
阿尔及利亚
安哥拉
阿根廷
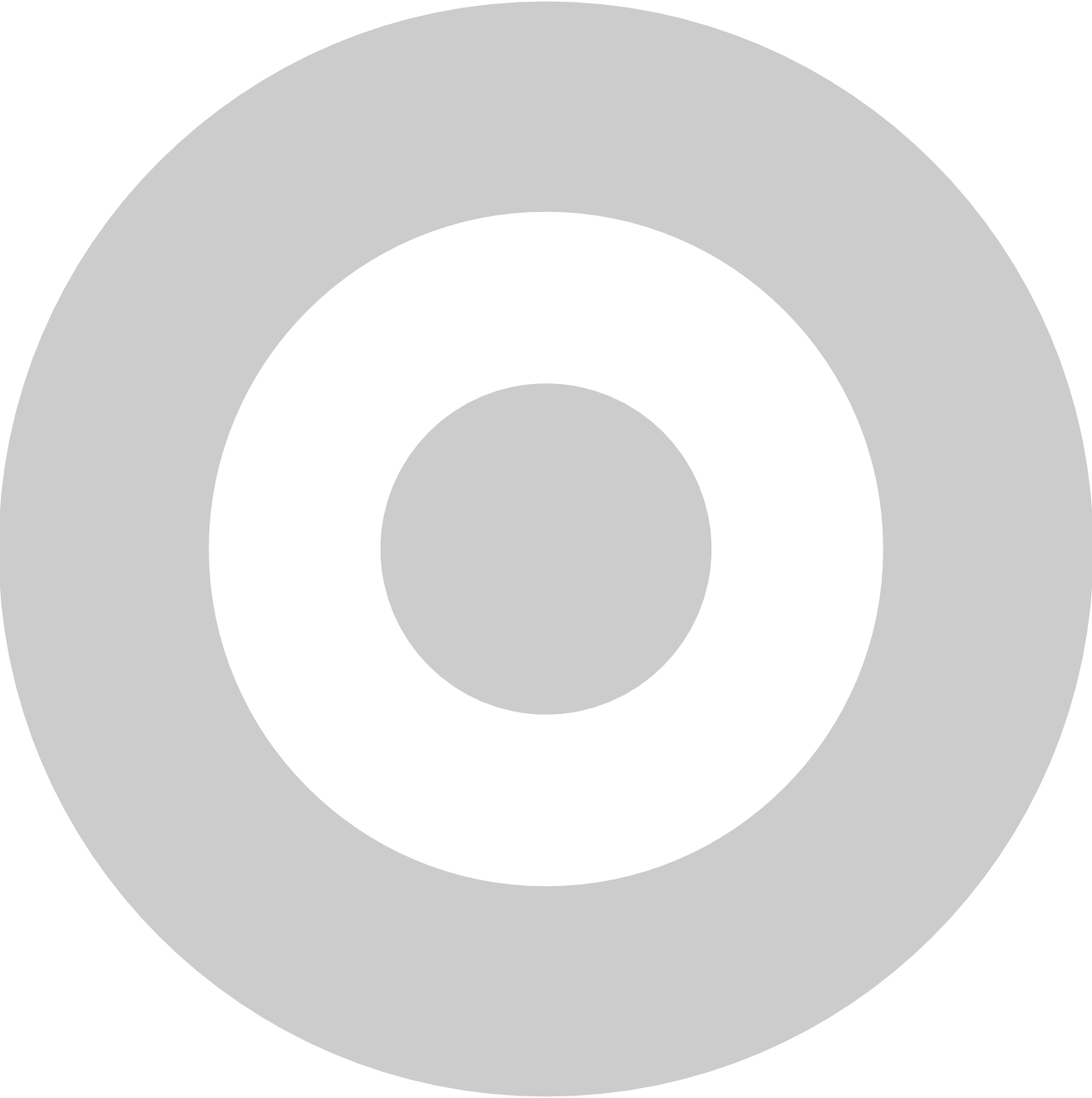
阿根廷 （低能见度）
阿根廷 （海军航空）
阿根廷 （海军航空低能见度）
亞美尼亞
亞美尼亞
澳大利亚
澳大利亚空军 （低能见度）
澳大利亚 （陆军航空）
奧地利
阿塞拜疆
巴哈马
巴林
白俄罗斯
孟加拉
孟加拉 （海军航空）
比利时
伯利兹
贝宁
贝宁
玻利維亞
波札那
巴西
巴西 （低能见度）
巴西 （海军航空）
巴西 （陆军航空）
不丹
汶萊
汶萊
保加利亞
布吉納法索
蒲隆地
柬埔寨
喀麥隆
加拿大
加拿大 （低能见度）
中非
乍得
乍得
智利
智利 （低能见度）
中華民國
中華民國 （低能见度）
中華人民共和國
中華人民共和國 （低能见度）
哥倫比亞
哥倫比亞 （低能见度）
哥倫比亞 （海军航空）
哥倫比亞 （海军航空低能见度）
剛果共和國
剛果民主共和國
科特迪瓦
克罗地亚
克罗地亚 （低能见度）
古巴
古巴
捷克 捷克斯洛伐克 (1945年 - 1993年)
捷克 （低能见度）
丹麥
吉布地
多明尼加
多明尼加 （低能见度）
厄瓜多
厄瓜多 （低能见度）
埃及
欧盟
薩爾瓦多
厄立特里亚
愛沙尼亞
赤道幾內亞
衣索比亞
芬蘭
芬蘭
法國
法國
法國 （海军航空）
法國 （海军航空低能见度）
加彭
格鲁吉亚
德國
迦納
希臘
希臘 （低能见度）
瓜地馬拉
幾內亞
幾內亞比索
圭亞那
香港 （亦為香港區徽，政府飛行服務隊使用）
匈牙利
匈牙利 （低能见度）
冰島
印度
印尼
印尼 （陆军航空）
印尼 （海军航空）
伊朗
伊拉克
愛爾蘭
以色列
意大利
牙買加
日本
日本 （低能见度）
約旦
哈薩克
肯尼亞
朝鲜民主主义人民共和国
大韩民国
大韩民国 （低能见度）
科威特
吉尔吉斯斯坦
老挝
拉脫維亞
黎巴嫩
黎巴嫩 （低能见度）
莱索托
利比亞
立陶宛
盧森堡
馬里
北馬其頓
馬達加斯加
馬來西亞
馬來西亞 （海军航空）
马尔代夫
馬爾他
茅利塔尼亞
毛裏求斯
墨西哥
墨西哥 （低能见度）
墨西哥 （海军航空）
摩爾多瓦
蒙古國
蒙特內哥羅
摩洛哥
摩洛哥 （海军航空）
莫桑比克
緬甸
纳米比亚
尼泊爾
荷蘭
荷蘭 （低能見度）
荷蘭 （低能見度，備用標誌）
紐西蘭
紐西蘭 （低能見度）
尼加拉瓜
尼日尔
奈及利亞
奈及利亞
奈及利亞 （海军航空）
挪威
挪威 （低能见度）
阿曼
巴布亚新几内亚
巴基斯坦
巴基斯坦 （海军航空）
巴拿馬
巴拿馬 （低能见度）
祕魯
祕魯 （低能见度）
祕魯 （海军航空）
祕魯 （海军航空低能见度）
菲律賓
菲律賓 （低能见度）
波蘭
葡萄牙
葡萄牙 （低能见度）
卡塔尔
羅馬尼亞
俄羅斯
俄罗斯 （2013年逐渐恢复使用苏联标志）
盧安達
圣多美和普林西比
沙烏地阿拉伯
沙烏地阿拉伯 （低能见度）
塞內加爾
塞爾維亞
塞爾維亞 （低能见度）
塞拉利昂
斯洛伐克
斯洛伐克 （低能见度）
斯洛文尼亚
索馬利亞
南非
南非 （低能见度）
西班牙
斯里蘭卡
蘇丹
蘇丹
南蘇丹
南蘇丹
蘇利南
瑞典
瑞典 （低能见度）
瑞士
敘利亞
塔吉克斯坦
坦尚尼亞
泰國
多哥
德涅斯特河沿岸
特立尼達和多巴哥
突尼西亞
土耳其
土库曼斯坦
烏干達
烏干達
乌兹别克斯坦
烏克蘭
烏克蘭 （海军航空）
阿拉伯聯合大公國
阿拉伯聯合大公國 （低能見度）
烏拉圭
烏拉圭 （海军航空）
英國
英國 （低能见度）
英國 （低能见度）
美國
美國 （低能見度）
美國 （低能見度，備用標誌）
委內瑞拉
委內瑞拉 （海军航空）
越南
葉門
赞比亞
辛巴威

## 政府徽章

國際民防標誌
北約
波蘭 (边境警卫队)
聯合國
美國海岸警衛隊
中央航空

## 已停用國籍標誌

阿布哈茲
阿布扎比酋长国 (1968－1976)
阿富汗王國 (1924－1928)
阿富汗王國 (1929－1965)
阿富汗王國/阿富汗共和國 (1965－1978)
阿富汗民主共和國 (1979－1980)
阿富汗民主共和國 (1980－1992)
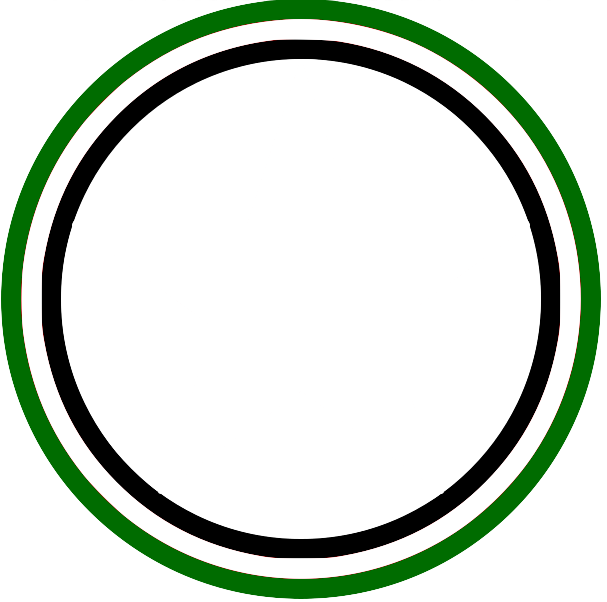
阿富汗伊斯蘭國 (1992－2002)
阿富汗伊斯蘭國 (1992－2002)
阿富汗伊斯蘭共和國（2006－2021）
阿富汗伊斯蘭共和國（2007－2021）
阿爾巴尼亞人民共和國 (1946－1958)
阿爾巴尼亞人民共和國 (1958－1960)
阿爾巴尼亞社會主義人民共和國 (1960－1992)
阿爾巴尼亞社會主義人民共和國 (1960－1992)
阿尔及利亚人民民主共和國 (1962－1964)
安哥拉人民共和国 (1975－1980)
安哥拉共和国 (1980－2011)
阿根廷 （海軍航空）
澳大利亚 (1942－1946)
奥匈帝國 (1914－1916)
奧匈帝國 (1918)
貝寧人民共和國 (1975－1990)
博普塔茨瓦纳 (1987－1994)
巴西空軍 (1943－1945)
保加利亞王國 （1915－1918）
保加利亞王國 （1938－1941）
保加利亞王國 (1941－1944)
保加利亞王國 (1944－1946)
保加利亞人民共和國 (1946－1992)
民主柬埔寨 (1975－1979)
柬埔寨人民共和國 (1979-1989)
柬埔寨國 (1989－1993)
加拿大 (1946－1965)
伊奇克里亚车臣共和国 (1990年代)
中華民國（北洋政府） (1916－1920)
中華民國（北洋政府） (1920 - 1928)[1]
中華民國 （中國人民解放軍空軍） (1946－1949)
中華民國 （中國人民解放軍空軍） (1946－1949)
中華民國 （東北民主聯軍航空學校） (1947－1949)
中華民國 (1928 - 1991)[2][3][4]
中華民國（低能見度） (1928 - 1991)
中華民國（汪精衛政府） (1940－1945)
剛果人民共和國 (1970-1991)
剛果民主共和國 (1960-1964)
哥斯大黎加 (1964–1994)
克羅埃西亞獨立國 (1941)
克羅埃西亞獨立國 (1941－1945)
克罗地亚独立国
克羅埃西亞 (1991－1994)
捷克斯洛伐克 (1918－1920)
埃及王國 (1939－1945)
埃及王國 (1945－1958)
厄立特里亞 (1994－2000)
衣索比亞帝國 (1946－1974)
衣索比亞帝國 (1946－1974)
社會主義埃塞俄比亞臨時軍政府 (1974－1985)
埃塞俄比亞人民民主共和國 (1985－1996)
埃塞俄比亞聯邦民主共和國 (1996－2009)
埃塞俄比亞聯邦民主共和國 (1996－2009)
芬蘭 (1918 - 1945)[5]
法國 (1912－1945)
自由法國
德意志帝國 (1915-1918)
納粹德國 (1935 - 1945) 德意志帝國 (1918)
幾内亞比紹
東德 (1959-1990)
海地共和國 (1964–1986)
海地共和國 (1986–1994)
匈牙利蘇維埃共和國 (1919)
匈牙利王國 (1938–1941)
匈牙利王國 (1938–1941)
匈牙利王國 (1942–1945)
匈牙利共和國 (1948–1949)
匈牙利人民共和國 (1949–1951)
匈牙利人民共和國 (1951–1990)
匈牙利共和國 (1990–1991)
印度 (1947–1950)
印度尼西亞 (1946-1949)
伊拉克 (1931-2003)
伊拉克 (2008-2019)
愛爾蘭 (1939–1954)
以色列 （1948-1952）
義大利王國
法西斯義大利
義大利社會共和國
加丹加國
高棉共和國 （1970-1975）
老撾王國 （1955-1975）
馬耳他 (1980–1988)
拉脫維亞 （1918 - 1940）
拉脫維亞國民警衛隊 (1993 - 2000)
利比亞王國 (1962–1969)
阿拉伯利比亞共和國 (1969–1977)
大阿拉伯利比亞人民社會主義民衆國 （1977 - 2011）
利比亞 （2011 - 2014）
立陶宛 (1919-1920)
立陶宛 (1920-1921)
馬達加斯加
蒙特內哥羅 （2006 - 2018）
馬來西亞 (1963–1982)
滿洲國
滿洲國 （空運）
蒙古人民共和國 (1949-1992)
荷蘭 (1914–1921)
荷蘭 (1939–1940)
新西蘭 (1943–1946))
尼加拉瓜 (1962–1979) (機翼)
尼加拉瓜 (1962–1979) (機身)
莫桑比克 (1975-2011)
阿曼 （1970-1985）
波蘭 (1921–1993)
挪威 (1914–1940)
羅得西亞(南部) (1939–1954)
罗得西亚联邦和尼亚萨兰联邦 (1954–1963)
羅得西亞(南部) (1963–1970)
羅得西亞共和國 (1970-1980)
羅馬尼亞王國 (1941–1944)
羅馬尼亞社會主義共和國 (1947–1985)
新加坡 (1968–1973)
新加坡 (1973–1990)
斯洛伐克國 (1940-1945)
斯洛文尼亞 (1991–1996)
南非聯邦 (1927–1947)
南非聯邦 (1947–1957)
南非 (1957–1994)
南非 (1994-2003)
南阿拉伯聯邦 (1962-1967)
大韓民國 (1949-2005)
越南民主共和國 (1955–1965)
越南國 (1951-1956)
越南共和國 (1956-1975)
馬耳他騎士團
西班牙第二共和國 (1932-1936)
西班牙第二共和國 (1936–1939)
西班牙内战时期佛朗哥军队 1936-1939
西班牙内战时期佛朗哥军队 機翼
西班牙内战时期佛朗哥军队 機身
斯里蘭卡 (1951-2010)
塞族共和國 （變體1）
塞族共和國 （變體2）
蘇丹 (1956–1970)
瑞典 (1927–1937)
瑞士 (1914–1947)
敘利亞 (1948–1958)
敘利亞 (1963–1972)
敘利亞 (1972–1980)
敘利亞 (1980–2024)
坦尚尼亞 (1965-2010)
泰國 (1941–1945)
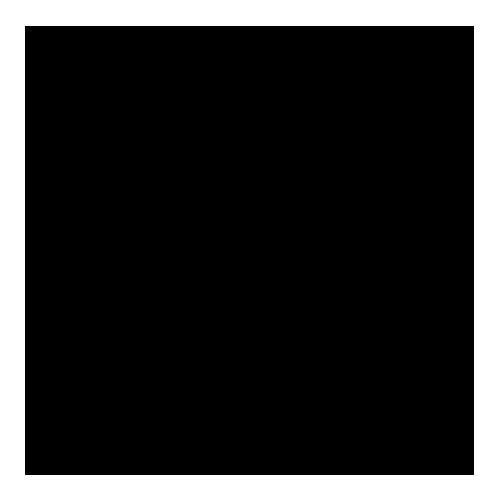
鄂圖曼帝國空軍 (1914-1916)
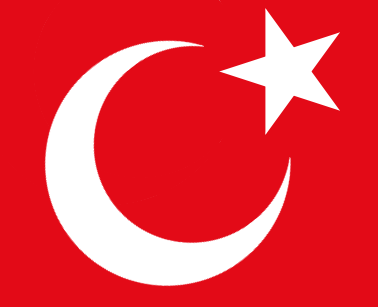
鄂圖曼帝國海軍航空兵 (1914–1916)
土耳其 (1923–1972)
土庫曼斯坦 (1991–2011)
也門王國 (1957)
阿拉伯也門共和國 (1963-1990)
也門民主人民共和國 (1969-1980)
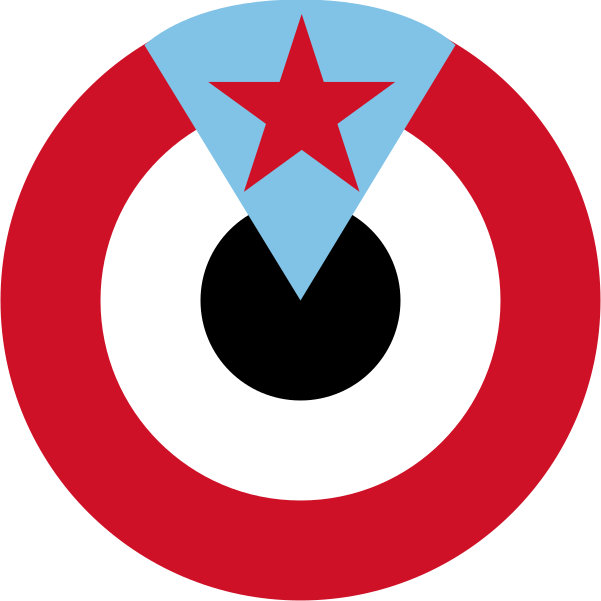
也門民主人民共和國 （1980-1990）
阿拉伯聯合共和國 （1958-1971）（埃及與敘利亞）
俄羅斯帝國 (1915-1917)
蘇聯 (1922–1943)
蘇聯 (1943-1992) 俄羅斯聯邦 (1992-2010)
阿拉伯聯合酋長國 (1971-1972)
英國 (1937–1942)
英國 (1942–1947)
英國, 亞洲和太平洋地區 (1942-1945)
美國 (1918-1919)
美國陸軍航空隊 （1926 - 1941）
美國 (1942–1943)
美國 (1943)
美國 (1943–1947)
上沃尔特 (1964-1985)
越南，用于小比例的教练机 (1980-1990)
文達 (1979-1994)
南斯拉夫王國 (1929–1941)
南斯拉夫社會主義聯邦共和國 (1947-1992)
南斯拉夫聯盟共和國 / 塞爾維亞與蒙特內哥羅 （1992 - 2003）
扎伊爾 (1972-1997)
扎伊爾 (1972-1997)
遠東共和國 (1920-1921)
巴布亞新幾內亞獨立國 (1965-1970)

## 外部連結
- （法文） 世界各國國籍標誌 （页面存档备份，存于）

 （页面存档备份，存于）